# Vuelta al Táchira 2022
La 57.ª edición de la Vuelta al Táchira fue una carrera de ciclismo en ruta por etapas que se realizó entre el 16 y el 23 de enero de 2022 con inicio en la ciudad de Táriba y final en la ciudad de San Cristóbal en Venezuela. El recorrido constó de ocho etapas sobre una distancia que originalmente era de 1.026 kilómetros, se recortó la distancia aproximadamente a 977 kilómetros.

## Equipos participantes
Tomarán parte en la carrera 27 equipos invitados por la organización: 17 venezolanos y 10 extranjeros. Formaron así un pelotón de 162 ciclistas de los que acabaron 67.
Los equipos participantes fueron:
| ProTeam- Drone Hopper-Androni Giocattoli Equipo continental- Team Corratec Equipos ciclistas aficionados (2)- Orgullo Paisa - Herrera Sport-Ropa Deportiva Equipos regionales y de clubes (8)- Deportivo Táchira - Super Ahorro - Venezuela País de Futuro-Fina Arroz - Lotería del Táchira - Concafé - Team Saavedra-Gelvez-Indeporte - Global Cycling Team - JHS - Grupo Moya - Team Gesprom Colombia - Ciclo Corse |
| |

## Recorrido
La Vuelta al Táchira dispone de ocho etapas para un recorrido total de 1026 kilómetros, dividido en tres etapas de montaña, dos etapas de media montaña y tres etapas llanas, presentado como uno de los recorridos más duros en los últimos años, donde regresa el tradicional circuito Santos Rafael Bermúdez en las avenidas 19 de abril y España, después de un año de inactividad.
| Etapa     | Fecha     | Recorrido                     | type                   | Distancia (km) | Desnivel (m) | Ganador        | Líder          |
| --------- | --------- | ----------------------------- | ---------------------- | -------------- | ------------ | -------------- | -------------- |
| 1.ª etapa | 16 de ene | Táriba – San Cristóbal        | etapa llana            | 123,9          | 1463 m       | Johan Colón    | Johan Colón    |
| 2.ª etapa | 17 de ene | La Pedrera – Ciudad Bolivia   | etapa llana            | 167,9          | 1051 m       | Dušan Rajović  | Dušan Rajović  |
| 3.ª etapa | 18 de ene | Socopó – Barinitas            | etapa de montaña       | 131,8          | 727 m        | Xavier Quevedo | Xavier Quevedo |
| 4.ª etapa | 19 de ene | Municipio Lagunillas – Mérida | etapa de media montaña | 104,6          | 2007 m       | Marco Suesca   | Juan Espinel   |
| 5.ª etapa | 20 de ene | La Tendida – La Grita         | etapa de montaña       | 101,4          | 1923 m       | Edwin Becerra  | Juan Espinel   |
| 6.ª etapa | 21 de ene | Rubio – Casa del Padre        | etapa de montaña       | 114,1          | 2815 m       | Roniel Campos  | Roniel Campos  |
| 7.ª etapa | 22 de ene | Ureña – Cerro del Cristo Rey  | etapa de montaña       | 117            | 1845 m       | José Alarcón   | Roniel Campos  |
| 8.ª etapa | 23 de ene | San Cristóbal – San Cristóbal | etapa de media montaña | 116,4          | 1787 m       | Didier Merchán | Roniel Campos  |

## Desarrollo de la carrera

### 1.ª etapa
| Táriba - San Cristóbal | etapa llana | (123,9 km) |

| \| Clasificación de la etapa \| Clasificación de la etapa \| Clasificación de la etapa \| Clasificación de la etapa \| Clasificación de la etapa \| \| Ciclista \| Ciclista \| Equipo \| Tiempo \| \| \| ------------------------- \| ------------------------- \| ------------------------------------ \| ------------------------- \| ------------------------- \| \| 1.º \| Johan Colón \| Orgullo Paisa \| 2 h 59 min 18 s \| \| \| 2.º \| Dušan Rajović \| Team Corratec \| + 0 s \| \| \| 3.º \| Xavier Quevedo \| Venezuela País de Futuro-Fina Arroz \| + 0 s \| \| \| 4.º \| Luis Mora \| Deportivo Táchira - Super Ahorro \| + 0 s \| \| \| 5.º \| Reinier Honig \| China Glory Continental Cycling Team \| + 0 s \| \| \| 6.º \| Luis Masco-Polo \| \| + 0 s \| \| \| 7.º \| Marco Suesca \| Orgullo Paisa \| + 0 s \| \| \| 8.º \| Enmanuel Viloria \| \| + 0 s \| \| \| 9.º \| Julio César Blanco \| \| + 0 s \| \| \| 10.º \| Nicolás Paredes \| \| + 0 s \| \| |                    |                                      |                 |
| |                    |                                      |                 |
| |                    |                                      |                 |
| Clasificación de la etapa |                    |                                      |                 |
| Ciclista | Ciclista           | Equipo                               | Tiempo          |
| 1.º | Johan Colón        | Orgullo Paisa                        | 2 h 59 min 18 s |
| 2.º | Dušan Rajović      | Team Corratec                        | + 0 s           |
| 3.º | Xavier Quevedo     | Venezuela País de Futuro-Fina Arroz  | + 0 s           |
| 4.º | Luis Mora          | Deportivo Táchira - Super Ahorro     | + 0 s           |
| 5.º | Reinier Honig      | China Glory Continental Cycling Team | + 0 s           |
| 6.º | Luis Masco-Polo    |                                      | + 0 s           |
| 7.º | Marco Suesca       | Orgullo Paisa                        | + 0 s           |
| 8.º | Enmanuel Viloria   |                                      | + 0 s           |
| 9.º | Julio César Blanco |                                      | + 0 s           |
| 10.º | Nicolás Paredes    |                                      | + 0 s           |

| \| Clasificación general \| Clasificación general \| Clasificación general \| Clasificación general \| Clasificación general \| \| Ciclista \| Ciclista \| Equipo \| Tiempo \| \| \| --------------------- \| --------------------- \| ------------------------------------ \| --------------------- \| --------------------- \| \| 1.º \| Johan Colón \| Orgullo Paisa \| 2 h 59 min 18 s \| \| \| 2.º \| Dušan Rajović \| Team Corratec \| + 4 s \| \| \| 3.º \| Xavier Quevedo \| Venezuela País de Futuro-Fina Arroz \| + 6 s \| \| \| 4.º \| Alexander Villasmil \| \| + 7 s \| \| \| 5.º \| Didier Merchán \| Drone Hopper-Androni Giocattoli \| + 7 s \| \| \| 6.º \| John Nava \| Deportivo Táchira - Super Ahorro \| + 8 s \| \| \| 7.º \| Luis Mora \| Deportivo Táchira - Super Ahorro \| + 9 s \| \| \| 8.º \| Marco Suesca \| Orgullo Paisa \| + 9 s \| \| \| 9.º \| Reinier Honig \| China Glory Continental Cycling Team \| + 10 s \| \| \| 10.º \| Luis Masco-Polo \| \| + 10 s \| \| |                     |                                      |                 |
| |                     |                                      |                 |
| |                     |                                      |                 |
| Clasificación general |                     |                                      |                 |
| Ciclista | Ciclista            | Equipo                               | Tiempo          |
| 1.º | Johan Colón         | Orgullo Paisa                        | 2 h 59 min 18 s |
| 2.º | Dušan Rajović       | Team Corratec                        | + 4 s           |
| 3.º | Xavier Quevedo      | Venezuela País de Futuro-Fina Arroz  | + 6 s           |
| 4.º | Alexander Villasmil |                                      | + 7 s           |
| 5.º | Didier Merchán      | Drone Hopper-Androni Giocattoli      | + 7 s           |
| 6.º | John Nava           | Deportivo Táchira - Super Ahorro     | + 8 s           |
| 7.º | Luis Mora           | Deportivo Táchira - Super Ahorro     | + 9 s           |
| 8.º | Marco Suesca        | Orgullo Paisa                        | + 9 s           |
| 9.º | Reinier Honig       | China Glory Continental Cycling Team | + 10 s          |
| 10.º | Luis Masco-Polo     |                                      | + 10 s          |

### 2.ª etapa
| La Pedrera - Ciudad Bolivia | etapa llana | (167,9 km) |

| \| Clasificación de la etapa \| Clasificación de la etapa \| Clasificación de la etapa \| Clasificación de la etapa \| Clasificación de la etapa \| \| Ciclista \| Ciclista \| Equipo \| Tiempo \| \| \| ------------------------- \| ------------------------- \| ----------------------------------- \| ------------------------- \| ------------------------- \| \| 1.º \| Dušan Rajović \| Team Corratec \| 3 h 44 min 30 s \| \| \| 2.º \| Johan Colón \| Orgullo Paisa \| + 0 s \| \| \| 3.º \| Xavier Quevedo \| Venezuela País de Futuro-Fina Arroz \| + 0 s \| \| \| 4.º \| Ricky Morales \| \| + 0 s \| \| \| 5.º \| Luis Gómez \| \| + 0 s \| \| \| 6.º \| Xavier Nieves \| Asocisa \| + 0 s \| \| \| 7.º \| Ruddy Rodríguez \| \| + 0 s \| \| \| 8.º \| Santiago Velez \| \| + 0 s \| \| \| 9.º \| Jeison Rujano \| NR Osorio - MU Training \| + 0 s \| \| \| 10.º \| José García \| \| + 0 s \| \| |                 |                                     |                 |
| |                 |                                     |                 |
| |                 |                                     |                 |
| Clasificación de la etapa |                 |                                     |                 |
| Ciclista | Ciclista        | Equipo                              | Tiempo          |
| 1.º | Dušan Rajović   | Team Corratec                       | 3 h 44 min 30 s |
| 2.º | Johan Colón     | Orgullo Paisa                       | + 0 s           |
| 3.º | Xavier Quevedo  | Venezuela País de Futuro-Fina Arroz | + 0 s           |
| 4.º | Ricky Morales   |                                     | + 0 s           |
| 5.º | Luis Gómez      |                                     | + 0 s           |
| 6.º | Xavier Nieves   | Asocisa                             | + 0 s           |
| 7.º | Ruddy Rodríguez |                                     | + 0 s           |
| 8.º | Santiago Velez  |                                     | + 0 s           |
| 9.º | Jeison Rujano   | NR Osorio - MU Training             | + 0 s           |
| 10.º | José García     |                                     | + 0 s           |

| \| Clasificación general \| Clasificación general \| Clasificación general \| Clasificación general \| Clasificación general \| \| Ciclista \| Ciclista \| Equipo \| Tiempo \| \| \| --------------------- \| --------------------- \| ----------------------------------- \| --------------------- \| --------------------- \| \| 1.º \| Dušan Rajović \| Team Corratec \| 6 h 43 min 32 s \| \| \| 2.º \| Johan Colón \| Orgullo Paisa \| + 0 s \| \| \| 3.º \| Xavier Quevedo \| Venezuela País de Futuro-Fina Arroz \| + 8 s \| \| \| 4.º \| Didier Merchán \| Drone Hopper-Androni Giocattoli \| + 13 s \| \| \| 5.º \| Alexander Villasmil \| \| + 13 s \| \| \| 6.º \| Neubery Castaño \| \| + 14 s \| \| \| 7.º \| John Nava \| Deportivo Táchira - Super Ahorro \| + 14 s \| \| \| 8.º \| Reinaldo Arocha \| \| + 14 s \| \| \| 9.º \| Luis Mora \| Deportivo Táchira - Super Ahorro \| + 15 s \| \| \| 10.º \| Marco Suesca \| Orgullo Paisa \| + 15 s \| \| |                     |                                     |                 |
| |                     |                                     |                 |
| |                     |                                     |                 |
| Clasificación general |                     |                                     |                 |
| Ciclista | Ciclista            | Equipo                              | Tiempo          |
| 1.º | Dušan Rajović       | Team Corratec                       | 6 h 43 min 32 s |
| 2.º | Johan Colón         | Orgullo Paisa                       | + 0 s           |
| 3.º | Xavier Quevedo      | Venezuela País de Futuro-Fina Arroz | + 8 s           |
| 4.º | Didier Merchán      | Drone Hopper-Androni Giocattoli     | + 13 s          |
| 5.º | Alexander Villasmil |                                     | + 13 s          |
| 6.º | Neubery Castaño     |                                     | + 14 s          |
| 7.º | John Nava           | Deportivo Táchira - Super Ahorro    | + 14 s          |
| 8.º | Reinaldo Arocha     |                                     | + 14 s          |
| 9.º | Luis Mora           | Deportivo Táchira - Super Ahorro    | + 15 s          |
| 10.º | Marco Suesca        | Orgullo Paisa                       | + 15 s          |

### 3.ª etapa
| Socopó - Barinitas | etapa de montaña | (131,8 km) |

| \| Clasificación de la etapa \| Clasificación de la etapa \| Clasificación de la etapa \| Clasificación de la etapa \| Clasificación de la etapa \| \| Ciclista \| Ciclista \| Equipo \| Tiempo \| \| \| ------------------------- \| ------------------------- \| ----------------------------------- \| ------------------------- \| ------------------------- \| \| 1.º \| Xavier Quevedo \| Venezuela País de Futuro-Fina Arroz \| 3 h 13 min 19 s \| \| \| 2.º \| Daniel Abreu \| \| + 0 s \| \| \| 3.º \| Juan Espinel \| JB-Arroz Zulia-Arduvi-Calzado Power \| + 0 s \| \| \| 4.º \| David Mendoza \| \| + 7 s \| \| \| 5.º \| Cristian Ríos \| \| + 36 s \| \| \| 6.º \| Jhonny Araujo \| Gobierno de Trujillo \| + 36 s \| \| \| 7.º \| Johnatan Camargo \| Lotería del Táchira - Concafé \| + 2 min 45 s \| \| \| 8.º \| Johan Colón \| Orgullo Paisa \| + 2 min 45 s \| \| \| 9.º \| Juan Pablo Restrepo \| Orgullo Paisa \| + 2 min 45 s \| \| \| 10.º \| Didier Merchán \| Drone Hopper-Androni Giocattoli \| + 2 min 45 s \| \| |                     |                                     |                 |
| |                     |                                     |                 |
| |                     |                                     |                 |
| Clasificación de la etapa |                     |                                     |                 |
| Ciclista | Ciclista            | Equipo                              | Tiempo          |
| 1.º | Xavier Quevedo      | Venezuela País de Futuro-Fina Arroz | 3 h 13 min 19 s |
| 2.º | Daniel Abreu        |                                     | + 0 s           |
| 3.º | Juan Espinel        | JB-Arroz Zulia-Arduvi-Calzado Power | + 0 s           |
| 4.º | David Mendoza       |                                     | + 7 s           |
| 5.º | Cristian Ríos       |                                     | + 36 s          |
| 6.º | Jhonny Araujo       | Gobierno de Trujillo                | + 36 s          |
| 7.º | Johnatan Camargo    | Lotería del Táchira - Concafé       | + 2 min 45 s    |
| 8.º | Johan Colón         | Orgullo Paisa                       | + 2 min 45 s    |
| 9.º | Juan Pablo Restrepo | Orgullo Paisa                       | + 2 min 45 s    |
| 10.º | Didier Merchán      | Drone Hopper-Androni Giocattoli     | + 2 min 45 s    |

| \| Clasificación general \| Clasificación general \| Clasificación general \| Clasificación general \| Clasificación general \| \| Ciclista \| Ciclista \| Equipo \| Tiempo \| \| \| --------------------- \| --------------------- \| ----------------------------------- \| --------------------- \| --------------------- \| \| 1.º \| Xavier Quevedo \| Venezuela País de Futuro-Fina Arroz \| 9 h 56 min 43 s \| \| \| 2.º \| Daniel Abreu \| \| + 18 s \| \| \| 3.º \| Juan Espinel \| JB-Arroz Zulia-Arduvi-Calzado Power \| + 20 s \| \| \| 4.º \| David Mendoza \| \| + 30 s \| \| \| 5.º \| Jhonny Araujo \| Gobierno de Trujillo \| + 1 min 00 s \| \| \| 6.º \| Cristian Ríos \| \| + 1 min 00 s \| \| \| 7.º \| Johan Colón \| Orgullo Paisa \| + 2 min 53 s \| \| \| 8.º \| Didier Merchán \| Drone Hopper-Androni Giocattoli \| + 3 min 06 s \| \| \| 9.º \| John Nava \| Deportivo Táchira - Super Ahorro \| + 3 min 07 s \| \| \| 10.º \| Luis Mora \| Deportivo Táchira - Super Ahorro \| + 3 min 08 s \| \| |                |                                     |                 |
| |                |                                     |                 |
| |                |                                     |                 |
| Clasificación general |                |                                     |                 |
| Ciclista | Ciclista       | Equipo                              | Tiempo          |
| 1.º | Xavier Quevedo | Venezuela País de Futuro-Fina Arroz | 9 h 56 min 43 s |
| 2.º | Daniel Abreu   |                                     | + 18 s          |
| 3.º | Juan Espinel   | JB-Arroz Zulia-Arduvi-Calzado Power | + 20 s          |
| 4.º | David Mendoza  |                                     | + 30 s          |
| 5.º | Jhonny Araujo  | Gobierno de Trujillo                | + 1 min 00 s    |
| 6.º | Cristian Ríos  |                                     | + 1 min 00 s    |
| 7.º | Johan Colón    | Orgullo Paisa                       | + 2 min 53 s    |
| 8.º | Didier Merchán | Drone Hopper-Androni Giocattoli     | + 3 min 06 s    |
| 9.º | John Nava      | Deportivo Táchira - Super Ahorro    | + 3 min 07 s    |
| 10.º | Luis Mora      | Deportivo Táchira - Super Ahorro    | + 3 min 08 s    |

### 4.ª etapa
| Municipio Lagunillas - Mérida | etapa de media montaña | (104,6 km) |

| \| Clasificación de la etapa \| Clasificación de la etapa \| Clasificación de la etapa \| Clasificación de la etapa \| Clasificación de la etapa \| \| Ciclista \| Ciclista \| Equipo \| Tiempo \| \| \| ------------------------- \| ------------------------- \| ----------------------------------- \| ------------------------- \| ------------------------- \| \| 1.º \| Marco Suesca \| Orgullo Paisa \| 2 h 45 min 27 s \| \| \| 2.º \| Kevin Cano \| Orgullo Paisa \| + 4 s \| \| \| 3.º \| Didier Merchán \| Drone Hopper-Androni Giocattoli \| + 8 s \| \| \| 4.º \| Anderson Paredes \| Movistar-Best PC \| + 10 s \| \| \| 5.º \| Jorge Abreu \| Venezuela País de Futuro-Fina Arroz \| + 10 s \| \| \| 6.º \| Juan Diego Alba \| Drone Hopper-Androni Giocattoli \| + 10 s \| \| \| 7.º \| Edwin Becerra \| \| + 10 s \| \| \| 8.º \| Luis Mora \| Deportivo Táchira - Super Ahorro \| + 10 s \| \| \| 9.º \| Nicolás Paredes \| \| + 10 s \| \| \| 10.º \| Wilmar Jahir Pérez \| Team Saavedra-Gelvez-Indeporte \| + 10 s \| \| |                    |                                     |                 |
| |                    |                                     |                 |
| |                    |                                     |                 |
| Clasificación de la etapa |                    |                                     |                 |
| Ciclista | Ciclista           | Equipo                              | Tiempo          |
| 1.º | Marco Suesca       | Orgullo Paisa                       | 2 h 45 min 27 s |
| 2.º | Kevin Cano         | Orgullo Paisa                       | + 4 s           |
| 3.º | Didier Merchán     | Drone Hopper-Androni Giocattoli     | + 8 s           |
| 4.º | Anderson Paredes   | Movistar-Best PC                    | + 10 s          |
| 5.º | Jorge Abreu        | Venezuela País de Futuro-Fina Arroz | + 10 s          |
| 6.º | Juan Diego Alba    | Drone Hopper-Androni Giocattoli     | + 10 s          |
| 7.º | Edwin Becerra      |                                     | + 10 s          |
| 8.º | Luis Mora          | Deportivo Táchira - Super Ahorro    | + 10 s          |
| 9.º | Nicolás Paredes    |                                     | + 10 s          |
| 10.º | Wilmar Jahir Pérez | Team Saavedra-Gelvez-Indeporte      | + 10 s          |

| \| Clasificación general \| Clasificación general \| Clasificación general \| Clasificación general \| Clasificación general \| \| Ciclista \| Ciclista \| Equipo \| Tiempo \| \| \| --------------------- \| --------------------- \| ----------------------------------- \| --------------------- \| --------------------- \| \| 1.º \| Juan Espinel \| JB-Arroz Zulia-Arduvi-Calzado Power \| 12 h 43 min 06 s \| \| \| 2.º \| Daniel Abreu \| \| + 43 s \| \| \| 3.º \| Jhonny Araujo \| Gobierno de Trujillo \| + 1 min 42 s \| \| \| 4.º \| David Mendoza \| \| + 1 min 50 s \| \| \| 5.º \| Marco Suesca \| Orgullo Paisa \| + 2 min 01 s \| \| \| 6.º \| Kevin Cano \| Orgullo Paisa \| + 2 min 11 s \| \| \| 7.º \| Didier Merchán \| Drone Hopper-Androni Giocattoli \| + 2 min 14 s \| \| \| 8.º \| Luis Mora \| Deportivo Táchira - Super Ahorro \| + 2 min 22 s \| \| \| 9.º \| Jorge Abreu \| Venezuela País de Futuro-Fina Arroz \| + 2 min 23 s \| \| \| 10.º \| Nicolás Paredes \| \| + 2 min 23 s \| \| |                 |                                     |                  |
| |                 |                                     |                  |
| |                 |                                     |                  |
| Clasificación general |                 |                                     |                  |
| Ciclista | Ciclista        | Equipo                              | Tiempo           |
| 1.º | Juan Espinel    | JB-Arroz Zulia-Arduvi-Calzado Power | 12 h 43 min 06 s |
| 2.º | Daniel Abreu    |                                     | + 43 s           |
| 3.º | Jhonny Araujo   | Gobierno de Trujillo                | + 1 min 42 s     |
| 4.º | David Mendoza   |                                     | + 1 min 50 s     |
| 5.º | Marco Suesca    | Orgullo Paisa                       | + 2 min 01 s     |
| 6.º | Kevin Cano      | Orgullo Paisa                       | + 2 min 11 s     |
| 7.º | Didier Merchán  | Drone Hopper-Androni Giocattoli     | + 2 min 14 s     |
| 8.º | Luis Mora       | Deportivo Táchira - Super Ahorro    | + 2 min 22 s     |
| 9.º | Jorge Abreu     | Venezuela País de Futuro-Fina Arroz | + 2 min 23 s     |
| 10.º | Nicolás Paredes |                                     | + 2 min 23 s     |

### 5.ª etapa
| La Tendida - La Grita | etapa de montaña | (101,4 km) |

| \| Clasificación de la etapa \| Clasificación de la etapa \| Clasificación de la etapa \| Clasificación de la etapa \| Clasificación de la etapa \| \| Ciclista \| Ciclista \| Equipo \| Tiempo \| \| \| ------------------------- \| ------------------------- \| ----------------------------------- \| ------------------------- \| ------------------------- \| \| 1.º \| Edwin Becerra \| \| 2 h 46 min 27 s \| \| \| 2.º \| Roniel Campos \| Deportivo Táchira - Super Ahorro \| + 1 s \| \| \| 3.º \| Anderson Paredes \| Movistar-Best PC \| + 5 s \| \| \| 4.º \| Jorge Abreu \| Venezuela País de Futuro-Fina Arroz \| + 6 s \| \| \| 5.º \| Wilmar Jahir Pérez \| Team Saavedra-Gelvez-Indeporte \| + 14 s \| \| \| 6.º \| Didier Merchán \| Drone Hopper-Androni Giocattoli \| + 17 s \| \| \| 7.º \| Luis Mora \| Deportivo Táchira - Super Ahorro \| + 28 s \| \| \| 8.º \| Kevin Cano \| Orgullo Paisa \| + 35 s \| \| \| 9.º \| Edgardo Molina \| \| + 38 s \| \| \| 10.º \| Marco Suesca \| Orgullo Paisa \| + 41 s \| \| |                    |                                     |                 |
| |                    |                                     |                 |
| |                    |                                     |                 |
| Clasificación de la etapa |                    |                                     |                 |
| Ciclista | Ciclista           | Equipo                              | Tiempo          |
| 1.º | Edwin Becerra      |                                     | 2 h 46 min 27 s |
| 2.º | Roniel Campos      | Deportivo Táchira - Super Ahorro    | + 1 s           |
| 3.º | Anderson Paredes   | Movistar-Best PC                    | + 5 s           |
| 4.º | Jorge Abreu        | Venezuela País de Futuro-Fina Arroz | + 6 s           |
| 5.º | Wilmar Jahir Pérez | Team Saavedra-Gelvez-Indeporte      | + 14 s          |
| 6.º | Didier Merchán     | Drone Hopper-Androni Giocattoli     | + 17 s          |
| 7.º | Luis Mora          | Deportivo Táchira - Super Ahorro    | + 28 s          |
| 8.º | Kevin Cano         | Orgullo Paisa                       | + 35 s          |
| 9.º | Edgardo Molina     |                                     | + 38 s          |
| 10.º | Marco Suesca       | Orgullo Paisa                       | + 41 s          |

| \| Clasificación general \| Clasificación general \| Clasificación general \| Clasificación general \| Clasificación general \| \| Ciclista \| Ciclista \| Equipo \| Tiempo \| \| \| --------------------- \| --------------------- \| ----------------------------------- \| --------------------- \| --------------------- \| \| 1.º \| Juan Espinel \| JB-Arroz Zulia-Arduvi-Calzado Power \| 15 h 31 min 02 s \| \| \| 2.º \| Edwin Becerra \| \| + 44 s \| \| \| 3.º \| Anderson Paredes \| Movistar-Best PC \| + 55 s \| \| \| 4.º \| Daniel Abreu \| \| + 57 s \| \| \| 5.º \| Jorge Abreu \| Venezuela País de Futuro-Fina Arroz \| + 1 min 00 s \| \| \| 6.º \| Roniel Campos \| Deportivo Táchira - Super Ahorro \| + 1 min 01 s \| \| \| 7.º \| Didier Merchán \| Drone Hopper-Androni Giocattoli \| + 1 min 02 s \| \| \| 8.º \| Wilmar Jahir Pérez \| Team Saavedra-Gelvez-Indeporte \| + 1 min 08 s \| \| \| 9.º \| Marco Suesca \| Orgullo Paisa \| + 1 min 13 s \| \| \| 10.º \| Kevin Cano \| Orgullo Paisa \| + 1 min 17 s \| \| |                    |                                     |                  |
| |                    |                                     |                  |
| |                    |                                     |                  |
| Clasificación general |                    |                                     |                  |
| Ciclista | Ciclista           | Equipo                              | Tiempo           |
| 1.º | Juan Espinel       | JB-Arroz Zulia-Arduvi-Calzado Power | 15 h 31 min 02 s |
| 2.º | Edwin Becerra      |                                     | + 44 s           |
| 3.º | Anderson Paredes   | Movistar-Best PC                    | + 55 s           |
| 4.º | Daniel Abreu       |                                     | + 57 s           |
| 5.º | Jorge Abreu        | Venezuela País de Futuro-Fina Arroz | + 1 min 00 s     |
| 6.º | Roniel Campos      | Deportivo Táchira - Super Ahorro    | + 1 min 01 s     |
| 7.º | Didier Merchán     | Drone Hopper-Androni Giocattoli     | + 1 min 02 s     |
| 8.º | Wilmar Jahir Pérez | Team Saavedra-Gelvez-Indeporte      | + 1 min 08 s     |
| 9.º | Marco Suesca       | Orgullo Paisa                       | + 1 min 13 s     |
| 10.º | Kevin Cano         | Orgullo Paisa                       | + 1 min 17 s     |

### 6.ª etapa
| Rubio - Casa del Padre | etapa de montaña | (114,1 km) |

| \| Clasificación de la etapa \| Clasificación de la etapa \| Clasificación de la etapa \| Clasificación de la etapa \| Clasificación de la etapa \| \| Ciclista \| Ciclista \| Equipo \| Tiempo \| \| \| ------------------------- \| ------------------------- \| ----------------------------------- \| ------------------------- \| ------------------------- \| \| 1.º \| Roniel Campos \| Deportivo Táchira - Super Ahorro \| 3 h 28 min 37 s \| \| \| 2.º \| Wilmar Jahir Pérez \| Team Saavedra-Gelvez-Indeporte \| + 31 s \| \| \| 3.º \| Didier Merchán \| Drone Hopper-Androni Giocattoli \| + 35 s \| \| \| 4.º \| Marco Suesca \| Orgullo Paisa \| + 35 s \| \| \| 5.º \| Jorge Abreu \| Venezuela País de Futuro-Fina Arroz \| + 1 min 05 s \| \| \| 6.º \| Edwin Becerra \| \| + 1 min 06 s \| \| \| 7.º \| Kevin Cano \| Orgullo Paisa \| + 1 min 20 s \| \| \| 8.º \| Luis Mora \| Deportivo Táchira - Super Ahorro \| + 1 min 27 s \| \| \| 9.º \| Juan Diego Alba \| Drone Hopper-Androni Giocattoli \| + 1 min 27 s \| \| \| 10.º \| Carlos Torres \| JHS - Grupo Moya \| + 1 min 37 s \| \| |                    |                                     |                 |
| |                    |                                     |                 |
| |                    |                                     |                 |
| Clasificación de la etapa |                    |                                     |                 |
| Ciclista | Ciclista           | Equipo                              | Tiempo          |
| 1.º | Roniel Campos      | Deportivo Táchira - Super Ahorro    | 3 h 28 min 37 s |
| 2.º | Wilmar Jahir Pérez | Team Saavedra-Gelvez-Indeporte      | + 31 s          |
| 3.º | Didier Merchán     | Drone Hopper-Androni Giocattoli     | + 35 s          |
| 4.º | Marco Suesca       | Orgullo Paisa                       | + 35 s          |
| 5.º | Jorge Abreu        | Venezuela País de Futuro-Fina Arroz | + 1 min 05 s    |
| 6.º | Edwin Becerra      |                                     | + 1 min 06 s    |
| 7.º | Kevin Cano         | Orgullo Paisa                       | + 1 min 20 s    |
| 8.º | Luis Mora          | Deportivo Táchira - Super Ahorro    | + 1 min 27 s    |
| 9.º | Juan Diego Alba    | Drone Hopper-Androni Giocattoli     | + 1 min 27 s    |
| 10.º | Carlos Torres      | JHS - Grupo Moya                    | + 1 min 37 s    |

| \| Clasificación general \| Clasificación general \| Clasificación general \| Clasificación general \| Clasificación general \| \| Ciclista \| Ciclista \| Equipo \| Tiempo \| \| \| --------------------- \| --------------------- \| ----------------------------------- \| --------------------- \| --------------------- \| \| 1.º \| Roniel Campos \| Deportivo Táchira - Super Ahorro \| 19 h 00 min 30 s \| \| \| 2.º \| Didier Merchán \| Drone Hopper-Androni Giocattoli \| + 40 s \| \| \| 3.º \| Wilmar Jahir Pérez \| Team Saavedra-Gelvez-Indeporte \| + 42 s \| \| \| 4.º \| Marco Suesca \| Orgullo Paisa \| + 57 s \| \| \| 5.º \| Edwin Becerra \| \| + 59 s \| \| \| 6.º \| Jorge Abreu \| Venezuela País de Futuro-Fina Arroz \| + 1 min 14 s \| \| \| 7.º \| Kevin Cano \| Orgullo Paisa \| + 1 min 46 s \| \| \| 8.º \| Luis Mora \| Deportivo Táchira - Super Ahorro \| + 1 min 57 s \| \| \| 9.º \| Juan Diego Alba \| Drone Hopper-Androni Giocattoli \| + 2 min 13 s \| \| \| 10.º \| Anderson Paredes \| Movistar-Best PC \| + 2 min 17 s \| \| |                    |                                     |                  |
| |                    |                                     |                  |
| |                    |                                     |                  |
| Clasificación general |                    |                                     |                  |
| Ciclista | Ciclista           | Equipo                              | Tiempo           |
| 1.º | Roniel Campos      | Deportivo Táchira - Super Ahorro    | 19 h 00 min 30 s |
| 2.º | Didier Merchán     | Drone Hopper-Androni Giocattoli     | + 40 s           |
| 3.º | Wilmar Jahir Pérez | Team Saavedra-Gelvez-Indeporte      | + 42 s           |
| 4.º | Marco Suesca       | Orgullo Paisa                       | + 57 s           |
| 5.º | Edwin Becerra      |                                     | + 59 s           |
| 6.º | Jorge Abreu        | Venezuela País de Futuro-Fina Arroz | + 1 min 14 s     |
| 7.º | Kevin Cano         | Orgullo Paisa                       | + 1 min 46 s     |
| 8.º | Luis Mora          | Deportivo Táchira - Super Ahorro    | + 1 min 57 s     |
| 9.º | Juan Diego Alba    | Drone Hopper-Androni Giocattoli     | + 2 min 13 s     |
| 10.º | Anderson Paredes   | Movistar-Best PC                    | + 2 min 17 s     |

### 7.ª etapa
| Ureña - Cerro del Cristo Rey | etapa de montaña | (117 km) |

| \| Clasificación de la etapa \| Clasificación de la etapa \| Clasificación de la etapa \| Clasificación de la etapa \| Clasificación de la etapa \| \| Ciclista \| Ciclista \| Equipo \| Tiempo \| \| \| ------------------------- \| ------------------------- \| ------------------------------------ \| ------------------------- \| ------------------------- \| \| 1.º \| José Alarcón \| Deportivo Táchira - Super Ahorro \| 3 h 10 min 33 s \| \| \| 2.º \| Roniel Campos \| Deportivo Táchira - Super Ahorro \| + 1 min 39 s \| \| \| 3.º \| Edwin Becerra \| \| + 1 min 41 s \| \| \| 4.º \| Jorge Abreu \| Venezuela País de Futuro-Fina Arroz \| + 2 min 13 s \| \| \| 5.º \| Nicolás Paredes \| \| + 2 min 46 s \| \| \| 6.º \| Didier Merchán \| Drone Hopper-Androni Giocattoli \| + 2 min 52 s \| \| \| 7.º \| Reinier Honig \| China Glory Continental Cycling Team \| + 3 min 02 s \| \| \| 8.º \| Luis Mora \| Deportivo Táchira - Super Ahorro \| + 3 min 05 s \| \| \| 9.º \| Edgardo Molina \| \| + 3 min 07 s \| \| \| 10.º \| Wilmar Jahir Pérez \| Team Saavedra-Gelvez-Indeporte \| + 3 min 12 s \| \| |                    |                                      |                 |
| |                    |                                      |                 |
| |                    |                                      |                 |
| Clasificación de la etapa |                    |                                      |                 |
| Ciclista | Ciclista           | Equipo                               | Tiempo          |
| 1.º | José Alarcón       | Deportivo Táchira - Super Ahorro     | 3 h 10 min 33 s |
| 2.º | Roniel Campos      | Deportivo Táchira - Super Ahorro     | + 1 min 39 s    |
| 3.º | Edwin Becerra      |                                      | + 1 min 41 s    |
| 4.º | Jorge Abreu        | Venezuela País de Futuro-Fina Arroz  | + 2 min 13 s    |
| 5.º | Nicolás Paredes    |                                      | + 2 min 46 s    |
| 6.º | Didier Merchán     | Drone Hopper-Androni Giocattoli      | + 2 min 52 s    |
| 7.º | Reinier Honig      | China Glory Continental Cycling Team | + 3 min 02 s    |
| 8.º | Luis Mora          | Deportivo Táchira - Super Ahorro     | + 3 min 05 s    |
| 9.º | Edgardo Molina     |                                      | + 3 min 07 s    |
| 10.º | Wilmar Jahir Pérez | Team Saavedra-Gelvez-Indeporte       | + 3 min 12 s    |

| \| Clasificación general \| Clasificación general \| Clasificación general \| Clasificación general \| Clasificación general \| \| Ciclista \| Ciclista \| Equipo \| Tiempo \| \| \| --------------------- \| --------------------- \| ----------------------------------- \| --------------------- \| --------------------- \| \| 1.º \| Roniel Campos \| Deportivo Táchira - Super Ahorro \| 22 h 12 min 36 s \| \| \| 2.º \| Edwin Becerra \| \| + 1 min 03 s \| \| \| 3.º \| Jorge Abreu \| Venezuela País de Futuro-Fina Arroz \| + 1 min 54 s \| \| \| 4.º \| Didier Merchán \| Drone Hopper-Androni Giocattoli \| + 2 min 05 s \| \| \| 5.º \| Wilmar Jahir Pérez \| Team Saavedra-Gelvez-Indeporte \| + 2 min 21 s \| \| \| 6.º \| Marco Suesca \| Orgullo Paisa \| + 2 min 50 s \| \| \| 7.º \| Luis Mora \| Deportivo Táchira - Super Ahorro \| + 2 min 50 s \| \| \| 8.º \| Kevin Cano \| Orgullo Paisa \| + 3 min 42 s \| \| \| 9.º \| Juan Diego Alba \| Drone Hopper-Androni Giocattoli \| + 4 min 09 s \| \| \| 10.º \| Anderson Paredes \| Movistar-Best PC \| + 4 min 33 s \| \| |                    |                                     |                  |
| |                    |                                     |                  |
| |                    |                                     |                  |
| Clasificación general |                    |                                     |                  |
| Ciclista | Ciclista           | Equipo                              | Tiempo           |
| 1.º | Roniel Campos      | Deportivo Táchira - Super Ahorro    | 22 h 12 min 36 s |
| 2.º | Edwin Becerra      |                                     | + 1 min 03 s     |
| 3.º | Jorge Abreu        | Venezuela País de Futuro-Fina Arroz | + 1 min 54 s     |
| 4.º | Didier Merchán     | Drone Hopper-Androni Giocattoli     | + 2 min 05 s     |
| 5.º | Wilmar Jahir Pérez | Team Saavedra-Gelvez-Indeporte      | + 2 min 21 s     |
| 6.º | Marco Suesca       | Orgullo Paisa                       | + 2 min 50 s     |
| 7.º | Luis Mora          | Deportivo Táchira - Super Ahorro    | + 2 min 50 s     |
| 8.º | Kevin Cano         | Orgullo Paisa                       | + 3 min 42 s     |
| 9.º | Juan Diego Alba    | Drone Hopper-Androni Giocattoli     | + 4 min 09 s     |
| 10.º | Anderson Paredes   | Movistar-Best PC                    | + 4 min 33 s     |

### 8.ª etapa
| San Cristóbal - San Cristóbal | etapa de media montaña | (116,4 km) |

| \| Clasificación de la etapa \| Clasificación de la etapa \| Clasificación de la etapa \| Clasificación de la etapa \| Clasificación de la etapa \| \| Ciclista \| Ciclista \| Equipo \| Tiempo \| \| \| ------------------------- \| ------------------------- \| ------------------------------------ \| ------------------------- \| ------------------------- \| \| 1.º \| Didier Merchán \| Drone Hopper-Androni Giocattoli \| 2 h 52 min 28 s \| \| \| 2.º \| Johan Colón \| Orgullo Paisa \| + 11 s \| \| \| 3.º \| Jorge Abreu \| Venezuela País de Futuro-Fina Arroz \| + 11 s \| \| \| 4.º \| Edwin Becerra \| \| + 11 s \| \| \| 5.º \| Roniel Campos \| Deportivo Táchira - Super Ahorro \| + 11 s \| \| \| 6.º \| José Alarcón \| Deportivo Táchira - Super Ahorro \| + 11 s \| \| \| 7.º \| Reinier Honig \| China Glory Continental Cycling Team \| + 24 s \| \| \| 8.º \| Stefano Gandin \| Team Corratec \| + 24 s \| \| \| 9.º \| Luis Mora \| Deportivo Táchira - Super Ahorro \| + 24 s \| \| \| 10.º \| Juan Forero \| \| + 24 s \| \| |                |                                      |                 |
| |                |                                      |                 |
| |                |                                      |                 |
| Clasificación de la etapa |                |                                      |                 |
| Ciclista | Ciclista       | Equipo                               | Tiempo          |
| 1.º | Didier Merchán | Drone Hopper-Androni Giocattoli      | 2 h 52 min 28 s |
| 2.º | Johan Colón    | Orgullo Paisa                        | + 11 s          |
| 3.º | Jorge Abreu    | Venezuela País de Futuro-Fina Arroz  | + 11 s          |
| 4.º | Edwin Becerra  |                                      | + 11 s          |
| 5.º | Roniel Campos  | Deportivo Táchira - Super Ahorro     | + 11 s          |
| 6.º | José Alarcón   | Deportivo Táchira - Super Ahorro     | + 11 s          |
| 7.º | Reinier Honig  | China Glory Continental Cycling Team | + 24 s          |
| 8.º | Stefano Gandin | Team Corratec                        | + 24 s          |
| 9.º | Luis Mora      | Deportivo Táchira - Super Ahorro     | + 24 s          |
| 10.º | Juan Forero    |                                      | + 24 s          |

## Clasificaciones finales
- Las clasificaciones finalizaron de la siguiente forma:

### Clasificación general
| \| Clasificación general \| Clasificación general \| Clasificación general \| Clasificación general \| Clasificación general \| \| Ciclista \| Ciclista \| Equipo \| Tiempo \| \| \| --------------------- \| --------------------- \| ----------------------------------- \| --------------------- \| --------------------- \| \| 1.º \| Roniel Campos \| Deportivo Táchira - Super Ahorro \| 25 h 05 min 15 s \| \| \| 2.º \| Edwin Becerra \| \| + 1 min 03 s \| \| \| 3.º \| Didier Merchán \| Drone Hopper-Androni Giocattoli \| + 1 min 44 s \| \| \| 4.º \| Jorge Abreu \| Venezuela País de Futuro-Fina Arroz \| + 1 min 50 s \| \| \| 5.º \| Wilmar Jahir Pérez \| Team Saavedra-Gelvez-Indeporte \| + 2 min 34 s \| \| \| 6.º \| Marco Suesca \| Orgullo Paisa \| + 3 min 03 s \| \| \| 7.º \| Luis Mora \| Deportivo Táchira - Super Ahorro \| + 3 min 39 s \| \| \| 8.º \| Kevin Cano \| Orgullo Paisa \| + 4 min 53 s \| \| \| 9.º \| Juan Diego Alba \| Drone Hopper-Androni Giocattoli \| + 5 min 14 s \| \| \| 10.º \| Anderson Paredes \| Movistar-Best PC \| + 5 min 24 s \| \| |                    |                                     |                  |
| |                    |                                     |                  |
| Fuente: ProCyclingStats |                    |                                     |                  |
| Clasificación general |                    |                                     |                  |
| Ciclista | Ciclista           | Equipo                              | Tiempo           |
| 1.º | Roniel Campos      | Deportivo Táchira - Super Ahorro    | 25 h 05 min 15 s |
| 2.º | Edwin Becerra      |                                     | + 1 min 03 s     |
| 3.º | Didier Merchán     | Drone Hopper-Androni Giocattoli     | + 1 min 44 s     |
| 4.º | Jorge Abreu        | Venezuela País de Futuro-Fina Arroz | + 1 min 50 s     |
| 5.º | Wilmar Jahir Pérez | Team Saavedra-Gelvez-Indeporte      | + 2 min 34 s     |
| 6.º | Marco Suesca       | Orgullo Paisa                       | + 3 min 03 s     |
| 7.º | Luis Mora          | Deportivo Táchira - Super Ahorro    | + 3 min 39 s     |
| 8.º | Kevin Cano         | Orgullo Paisa                       | + 4 min 53 s     |
| 9.º | Juan Diego Alba    | Drone Hopper-Androni Giocattoli     | + 5 min 14 s     |
| 10.º | Anderson Paredes   | Movistar-Best PC                    | + 5 min 24 s     |

### Clasificación por puntos
| Clasificación por puntos | Clasificación por puntos | Clasificación por puntos            | Clasificación por puntos | Clasificación por puntos |
| Ciclista                 | Ciclista                 | Equipo                              | Puntos                   |                          |
| ------------------------ | ------------------------ | ----------------------------------- | ------------------------ | ------------------------ |
| 1.º                      | Xavier Quevedo           | Venezuela País de Futuro-Fina Arroz | 89 pts                   |                          |
| 2.º                      | Didier Merchán           | Drone Hopper-Androni Giocattoli     | 89 pts                   |                          |
| 3.º                      | Roniel Campos            | Deportivo Táchira - Super Ahorro    | 78 pts                   |                          |
| 4.º                      | Johan Colón              | Orgullo Paisa                       | 75 pts                   |                          |
| 5.º                      | Edwin Becerra            |                                     | 74 pts                   |                          |
| 6.º                      | Jorge Abreu              | Venezuela País de Futuro-Fina Arroz | 71 pts                   |                          |
| 7.º                      | Marco Suesca             | Orgullo Paisa                       | 62 pts                   |                          |
| 8.º                      | Luis Mora                | Deportivo Táchira - Super Ahorro    | 59 pts                   |                          |
| 9.º                      | Wilmar Jahir Pérez       | Team Saavedra-Gelvez-Indeporte      | 48 pts                   |                          |
| 10.º                     | Andrés Camilo Pedroza    |                                     | 42 pts                   |                          |

### Clasificación de la montaña
| Clasificación de la montaña | Clasificación de la montaña | Clasificación de la montaña      | Clasificación de la montaña | Clasificación de la montaña |
| Ciclista                    | Ciclista                    | Equipo                           | Puntos                      |                             |
| --------------------------- | --------------------------- | -------------------------------- | --------------------------- | --------------------------- |
| 1.º                         | Roniel Campos               | Deportivo Táchira - Super Ahorro | 21 pts                      |                             |
| 2.º                         | Marco Suesca                | Orgullo Paisa                    | 15 pts                      |                             |
| 3.º                         | José Alarcón                | Deportivo Táchira - Super Ahorro | 14 pts                      |                             |
| 4.º                         | Edwin Becerra               |                                  | 12 pts                      |                             |
| 5.º                         | Kevin Roa                   | Gobierno de Trujillo             | 9 pts                       |                             |
| 6.º                         | Anderson Paredes            | Movistar-Best PC                 | 9 pts                       |                             |
| 7.º                         | Carlos Torres               | JHS - Grupo Moya                 | 8 pts                       |                             |
| 8.º                         | Manuel Medina               | Deportivo Táchira - Super Ahorro | 8 pts                       |                             |
| 9.º                         | Didier Merchán              | Drone Hopper-Androni Giocattoli  | 8 pts                       |                             |
| 10.º                        | Wilmar Jahir Pérez          | Team Saavedra-Gelvez-Indeporte   | 8 pts                       |                             |

### Clasificación de los sprint (intermedios)
| Clasificación de las metas volantes | Clasificación de las metas volantes | Clasificación de las metas volantes | Clasificación de las metas volantes | Clasificación de las metas volantes |
| Ciclista                            | Ciclista                            | Equipo                              | Puntos                              |                                     |
| ----------------------------------- | ----------------------------------- | ----------------------------------- | ----------------------------------- | ----------------------------------- |

### Clasificación de los jóvenes
| Clasificación del mejor joven | Clasificación del mejor joven | Clasificación del mejor joven            | Clasificación del mejor joven | Clasificación del mejor joven |
| Ciclista                      | Ciclista                      | Equipo                                   | Tiempo                        |                               |
| ----------------------------- | ----------------------------- | ---------------------------------------- | ----------------------------- | ----------------------------- |
| 1.º                           | Brandon Rojas                 | Drone Hopper-Androni Giocattoli          | 25 h 22 min 10 s              |                               |
| 2.º                           | Jeison Rujano                 | NR Osorio - MU Training                  | + 5 min 23 s                  |                               |
| 3.º                           | Jhonny Araujo                 | Gobierno de Trujillo                     | + 9 min 27 s                  |                               |
| 4.º                           | Gregory Guevara               | Triple Táchira - Hotel Venecia - Fer-Lab | + 17 min 23 s                 |                               |
| 5.º                           | Yohandri Rubio                |                                          | + 24 min 36 s                 |                               |
| 6.º                           | Óscar Téllez                  | Team Corratec                            | + 26 min 52 s                 |                               |
| 7.º                           | David Mendoza                 |                                          | + 43 min 37 s                 |                               |
| 8.º                           | Santiago Velez                |                                          | + 50 min 59 s                 |                               |
| 9.º                           | Juan Pablo Restrepo           | Orgullo Paisa                            | + 52 min 17 s                 |                               |
| 10.º                          | Raúl Saavedra                 |                                          | + 59 min 48 s                 |                               |

### Clasificación por equipos
| Clasificación por equipos | Clasificación por equipos | Clasificación por equipos | Clasificación por equipos |
| Equipo                    | Equipo                    | Tiempo                    |                           |
| ------------------------- | ------------------------- | ------------------------- | ------------------------- |

## Evolución de las clasificaciones
| Etapa                   | Vencedor                | Clasificación general | Clasificación por puntos | Clasificación de la montaña | Clasificación de los esprints | Clasificación de los jóvenes | Clasificación por equipos      |
| ----------------------- | ----------------------- | --------------------- | ------------------------ | --------------------------- | ----------------------------- | ---------------------------- | ------------------------------ |
| 1.ª                     | Johan Colón             | Johan Colón           | Johan Colón              | no se entregó               |                               | Enmanuel Viloria             | Venezuela País Futuro          |
| 2.ª                     | Dušan Rajović           | Dušan Rajović         | Dušan Rajović            | no se entregó               |                               | Jeison Rujano                | Deportivo Táchira-Super Ahorro |
| 3.ª                     | Xavier Quevedo          | Xavier Quevedo        | Xavier Quevedo           |                             |                               | David Mendoza                | Venezuela País Futuro          |
| 4.ª                     | Marco Suesca            | Juan Espinel          | Xavier Quevedo           | Marco Suesca                |                               | Jhonny Araujo                | Venezuela País Futuro          |
| 5.ª                     | Eduin Becerra           | Juan Espinel          | Xavier Quevedo           | Eduin Becerra               |                               | Brandon Rojas                | Fundación Ángeles Hernández    |
| 6.ª                     | Roniel Campos           | Roniel Campos         | Xavier Quevedo           | Roniel Campos               |                               | Brandon Rojas                | Deportivo Táchira-Super Ahorro |
| 7.ª                     | José Alarcón            | Roniel Campos         | Xavier Quevedo           | Roniel Campos               |                               | Brandon Rojas                | Deportivo Táchira-Super Ahorro |
| 8.ª                     | Didier Merchán          | Roniel Campos         | Xavier Quevedo           | Roniel Campos               |                               | Brandon Rojas                | Deportivo Táchira-Super Ahorro |
| Clasificaciones finales | Clasificaciones finales | Roniel Campos         | Xavier Quevedo           | Roniel Campos               |                               | Brandon Rojas                | Deportivo Táchira-Super Ahorro |

## UCI World Ranking
La Vuelta al Táchira otorgó puntos para el UCI World Ranking para corredores de los equipos en las categorías UCI WorldTeam, UCI ProTeam y Continental.